# Östregöl
Östregöl är en sjö i Gnosjö kommun i Småland och ingår i Lagans huvudavrinningsområde.